# Dick Button
Dick Button, celým jménem Richard Totten Button (18. července 1929 Englewood, New Jersey – 30. ledna 2025 North Salem, New York) byl americký krasobruslař zvolený nejlepším krasobruslařem dvacátého století.
Dvakrát vyhrál soutěž jednotlivců na olympijských hrách (1948 a 1952), získal pět zlatých medailí na mistrovství světa v krasobruslení (1948, 1949, 1950, 1951 a 1952) a jednu zlatou medaili na mistrovství Evropy v krasobruslení (1948), třikrát byl mistrem Severní Ameriky (1947, 1949 a 1951) a sedmkrát mistrem USA (1946, 1947, 1948, 1949, 1950, 1951 a 1952).
Byl prvním krasobruslařem v historii, který skočil dvojitý axel i trojitý rittberger.
Po ukončení amatérské kariéry bruslil v show Holiday on Ice a hrál ve filmech The Young Doctors a The Bad News Bears Go to Japan. Vystudoval práva na Harvardově univerzitě a provozoval společnost Candid Productions. Působil také jako televizní komentátor a získal Cenu Emmy.
Jeho manželkou byla krasobruslařská trenérka Slávka Kohoutová, jejich dcera Emily Buttonová je herečkou.